# Svatý rok 1975
Jubilejní Svatý rok 1975 (23. řádné univerzální jubileum), který navázal na předchozí řadu Svatých roků, byl vyhlášen Papežem Pavlem VI., který rozhodl, že tento Svatý rok bude věnován smíření. Byl tedy nazván „Svatý rok obnovy a smíření“. Vyhlásil ho bulou Apostolorum Limina z 23. května 1974. Při otevírání Svatých bran o vánoční noci roku 1974 byli přítomni také buddhističtí mniši. Jednalo se o první Jubileum, které bylo přenášeno do celého světa, a došlo při něm ke zrušení historické exkomunikace s byzantskou církví a k účasti alexandrijského patriarchy Melitona. Zpočátku se objevily pokusy o jeho pozastavení, protože církev se soustředila na obnovu vzešlou z II. vatikánského koncilu, ale nakonec se slavil. Během Svatého roku hrozilo Římu sucho a vzhledem k velkému přílivu poutníků do města byl zaveden příděl vody.

## Pozadí

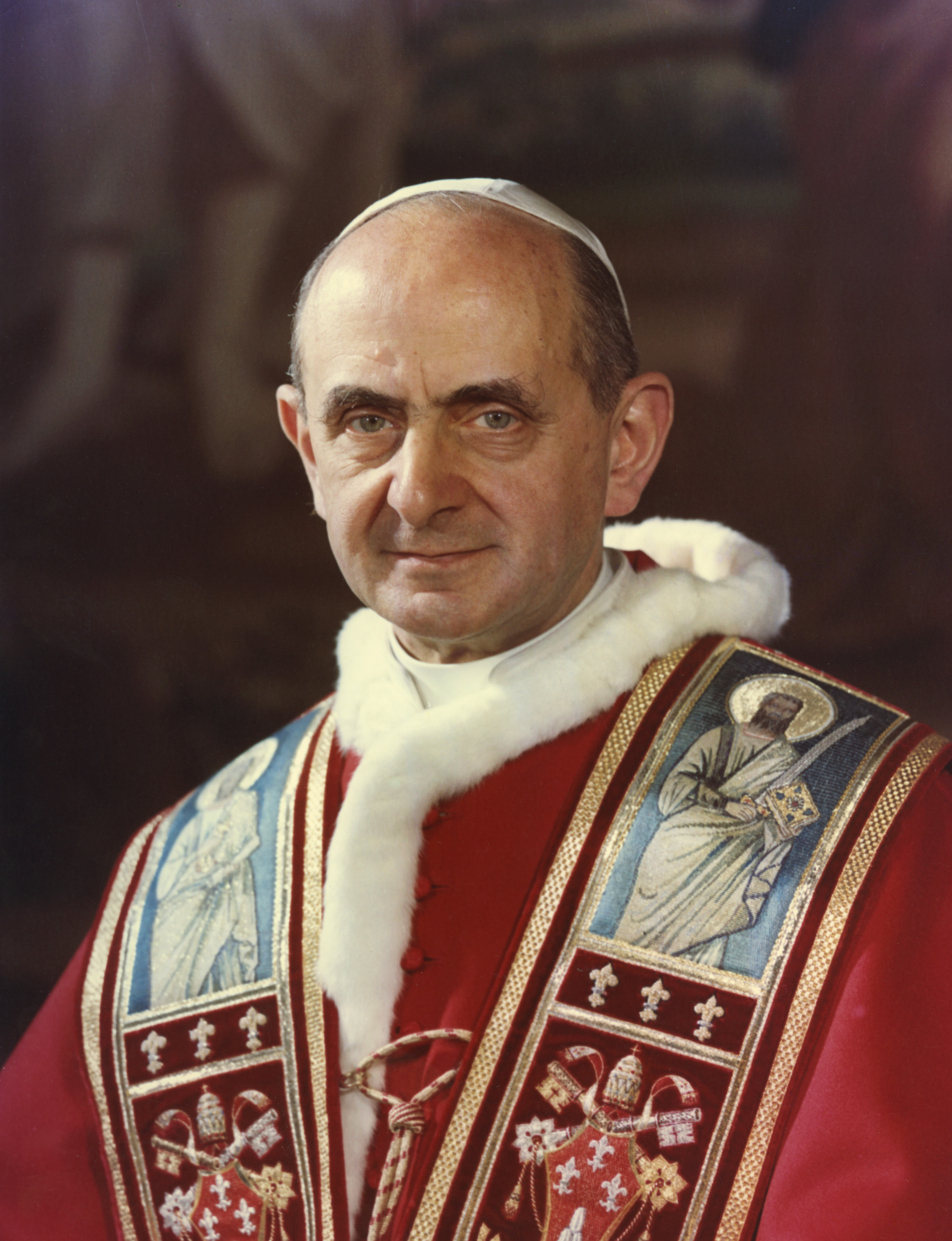
Papež Pavel VI. za jehož pontifikátu se konal Svatý rok 1975

Někdy dostává tento Svatý rok přízvisko „Proletářský“. Odehrával se totiž v ovzduší naprosto změněném proti tomu, který uprostřed století, v roce 1950, slavil Pius XII. Uplynulo třicet let od konce druhé světové války, ale ve světě nenastal mír, po němž toužili všichni ti, kteří ji přežili. Svatý rok se naopak slavil uprostřed nové studené války a v době, kdy vrcholila válka ve Vietnamu. Přes všechny snahy o mír, ať upřímně myšlené, nebo propagační, zůstával svět rozdělen na svobodný a komunistický. I západní svět prožíval vystřízlivění z blahobytných šedesátých let. Snad nikdy se tolik nezměnil svět jako v těchto třiceti letech po druhé světové válce. Snad tomu napomohlo spojení různých oblastí světa barevnou televizí. Současně se však objevily i nové vynálezy, jako byla vodíková bomba, sputniky, které také umožnily přistání amerických astronautů na Měsíci. Politicky to byla doba vrcholně neklidná. Během „studené války“ komunismus postupoval krok za krokem, zmocnil se díky Fidelu Castrovi i Kuby, krvavě bylo potlačeno v roce 1956 maďarské povstání za osvobození země. Střední východ se stal několikrát bojištěm a ani v západních zemích nenastal klid. Ve Spojených státech to bylo období rasových nepokojů, vražd prezidenta Kennedyho a Martina Luthera Kinga, doba otevřené kontestace války ve Vietnamu mladými Američany. V komunistické Číně nastala krutá éra „rudých gard“. V roce 1968 se stupňovaly všude protesty studentů, revoluční var zachvátil i Československo, kde sovětské tanky tvrdě potřely snahu vymanit se ze závislosti na SSSR.
Koncem šedesátých a počátkem sedmdesátých let mizí z kulturního dění světa téměř současně jeho významní představitelé Albert Schweitzer, Martin Buber a Paul Tillich a nedlouho po nich katoličtí intelektuálové Thomas Merton, kardinál Bea, Jacques Maritain a Gabriel Marcel. Ani pro život církve to nebyla doba snadná. Dávno pominula doba „dobrého“ papeže Jana XXIII., zvoleného po smrti Pia XII. Uplynulo už také deset let od uzavření Druhého vatikánského koncilu, který svolal on, ale dokončil už jeho nástupce papež Pavel VI. Ač to byla bezpochyby jedna z nejvýznamnějších událostí života církve dvacátého století, která přinesla své plody, přece se po něm ozývaly v církvi kritické hlasy, jež působily krizi uvnitř církve a měly za následek, že tisíce kněží, řeholníků a řeholnic opustily své povolání. Okružní list Pavla VI. Humanae vitae, vydaný v roce 1968, způsobil i v katolickém světě další protesty.
V Československu se poněkud zlepšila v šedesátých letech církevní situace natolik, že pražský arcibiskup Josef Beran byl stejně tak jako ostatní dosud žijící biskupové osvobozen z dlouholeté naprosté izolace, že byl jmenován v roce 1965 kardinálem a za velkou cenu osobní oběti se rozhodl strávit poslední léta života v Římě, aby po tolik let opuštěná pražská arcidiecéze mohla dostat biskupa-apoštolského administrátora v osobě biskupa Františka Tomáška. „Normalizace“ po roce 1969 však znovu zbavila české katolíky naděje na lepší situaci, znovu se zostřila další vlnou pronásledování a vytvořením nové státní politické organizace spolupracujících kněží „Pacem in terris“. Samotná Itálie byla postižena vlnou politického nesouhlasu a vlnou „rudého“ i „černého“ teroristického násilí.

## Vyhlášení a zahájení Svatého roku
Navzdory neklidné a nejisté společenské atmosféře se přiblížil rok 1975. To také dodalo duchovní náplň Svatému roku, který se rozhodl stárnoucí Pavel VI. vyhlásit. Už v půli listopadu 1974 bylo oznámeno, jaký bude zhruba kalendář Svatého roku. Byly na programu dvě generální audience, jedna v neděli a druhá ve středu. Nedělní měla být spojena s pobožností nebo mší svatou za přítomnosti papežovy. Každý den ráno se měla konat ve všech čtyřech bazilikách a v katakombách společná mše svatá pro všechny poutníky, vždy v pátek večer na náměstí před bazilikou sv. Petra křížová cesta a v sobotu modlitba růžence. Pro mladé se plánovalo v sobotu v bazilice svaté Cecilie, dvakrát za týden v katakombách sv. Kalista a denně v kapli malých sester Ježíšových v Tre Fontane, blízko místa, kde dle zbožné tradice byl sťat svatý Pavel.

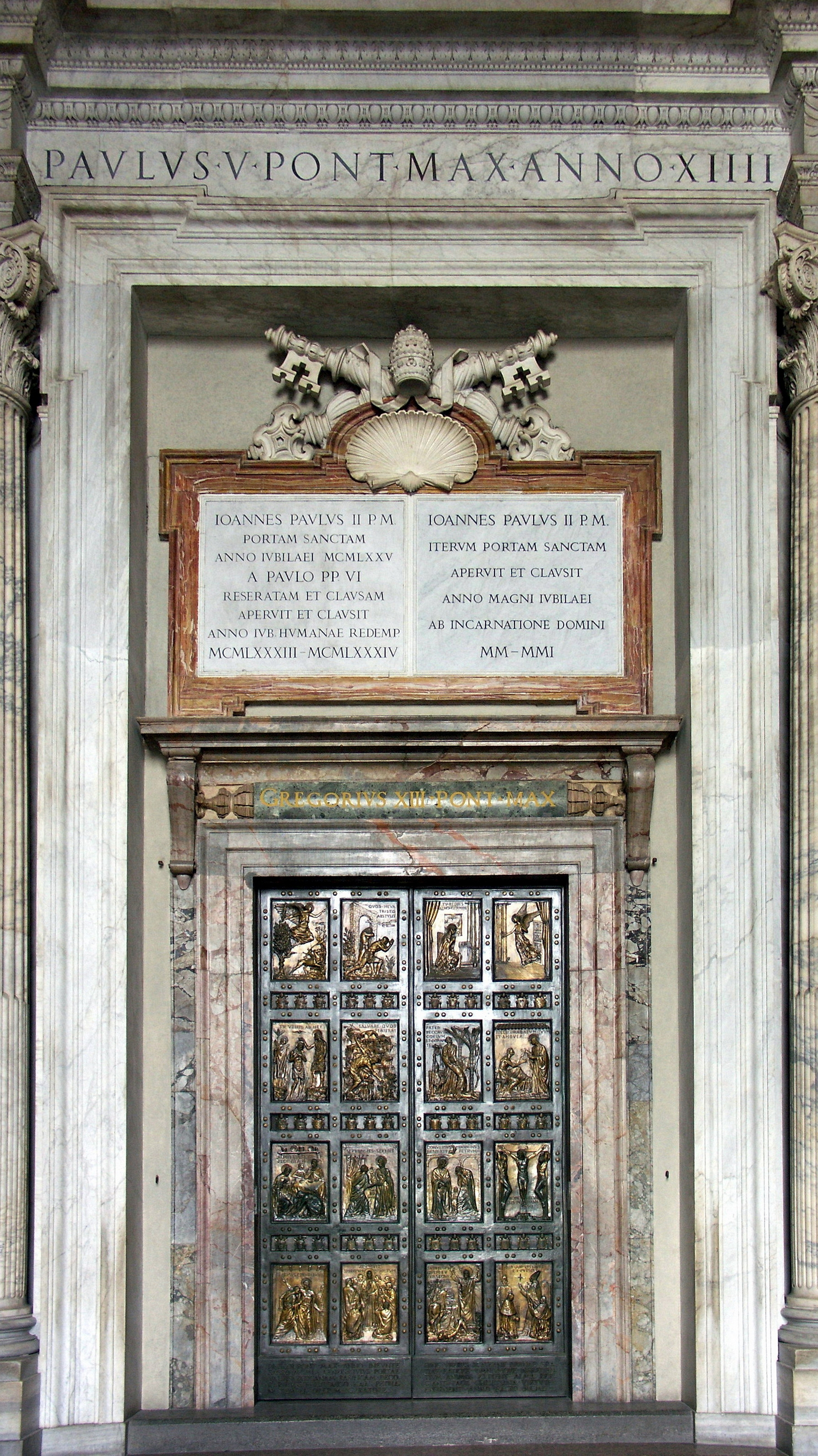
Svatá brána v Bazilice sv. Petra

Papež v apoštolském listě, kterým Svatý rok vyhlásil, zdůraznil i jeho ekumenický význam: Svatý rok se stává vhodným údobím pro duchovní obnovu a službu ve prospěch jednoty křesťanů. Smysl Svatého roku vyjádřil papež znovu v projevu ke kardinálům 23. prosince 1974 jako duchovní růst v celé církvi, vnitřní obnovu všech věřících tím, že se smíří s Bohem a s bližním, a nové úsilí o svatost. Ukončil svůj projev přáním: „Dej Bůh, aby tak vzešly lepší časy pro církev a pro celý svět.“ Totéž zdůraznil později i rakouským poutníkům: „Smíření s Bohem je u začátků jakýchkoli bratrských vztahů mezi lidmi. Z druhé strany však i smíření s bratrem je nejbezpečnější znamení a podle slov Kristových dokonce naprosto nutná podmínka pro smíření s Bohem. Ani náš obětní dar na oltáři není Bohu milý, jestli jsme se napřed nesmířili s bratrem, který má něco proti nám. Lidské bratrství má svůj základ ve skutečnosti, že Bůh je otcem všech a že Kristus je stejně tak bratrem všech.“ Oficiální odznak poutníků od výtvarníka Rudelliho zobrazil Noemovu archu na vlnách a holubici míru, a tak graficky vyjádřil heslo Svatého roku: „Smíření s Bohem i lidmi.“
Svatý rok slavnostně zahájen tradičním způsobem v noci na svátek Narození Páně – to býval kdysi ve středověku začátek roku. Otevření Svaté brány a zahájení Svatého roku tvořilo vrchol oslav vánoční noci ve Vatikáně. O půl dvanácté po krátké kající pobožnosti a vzývání Ducha svatého přistoupil Pavel VI. k zazděné Svaté bráně a třikrát udeřil zlatým kladívkem do mramorové destičky uprostřed zdi na zdivo. Nato kostelníci „sanpetrini“ odstranili celé zdivo připevněné na podvozku. To se pomalu sklonilo a bylo odstraněno. Zpovědníci Svatopetrské baziliky očistili a umyli svěcenou vodou veřeje a práh brány a pak na ně poklekl jako první kající poutník Pavel VI. ke krátké modlitbě a vstoupil dovnitř. U oltáře nad hrobem svatého Petra pak začala půlnoční mše svatá s proslovem, jenž byl výzvou k celému světu, aby všichni vstoupili branou odpuštění a víry a přijali Krista za svého Vykupitele.
Ve svatopetrské bazilice se tísnilo na 40 tisíc lidí a dalších 20 tisíc se do baziliky už nedostalo. Půlnoční obřady byly vysílány pomocí čtyř telekomunikačních družic do celého světa, kromě zemí komunistického bloku. Asi jen přistání prvních amerických kosmonautů na Měsíci mělo více televizních diváků. Ještě před polednem sestoupil Pavel VI. znovu mezi poutníky. Sloužil pro ně mši svatou u papežského oltáře a po ní z hlavního balkónu baziliky tlumočil vánoční radostné poselství všem, kdo se shromáždili na náměstí. Podle svědectví pamětníků už dávno jich nebylo tolik.

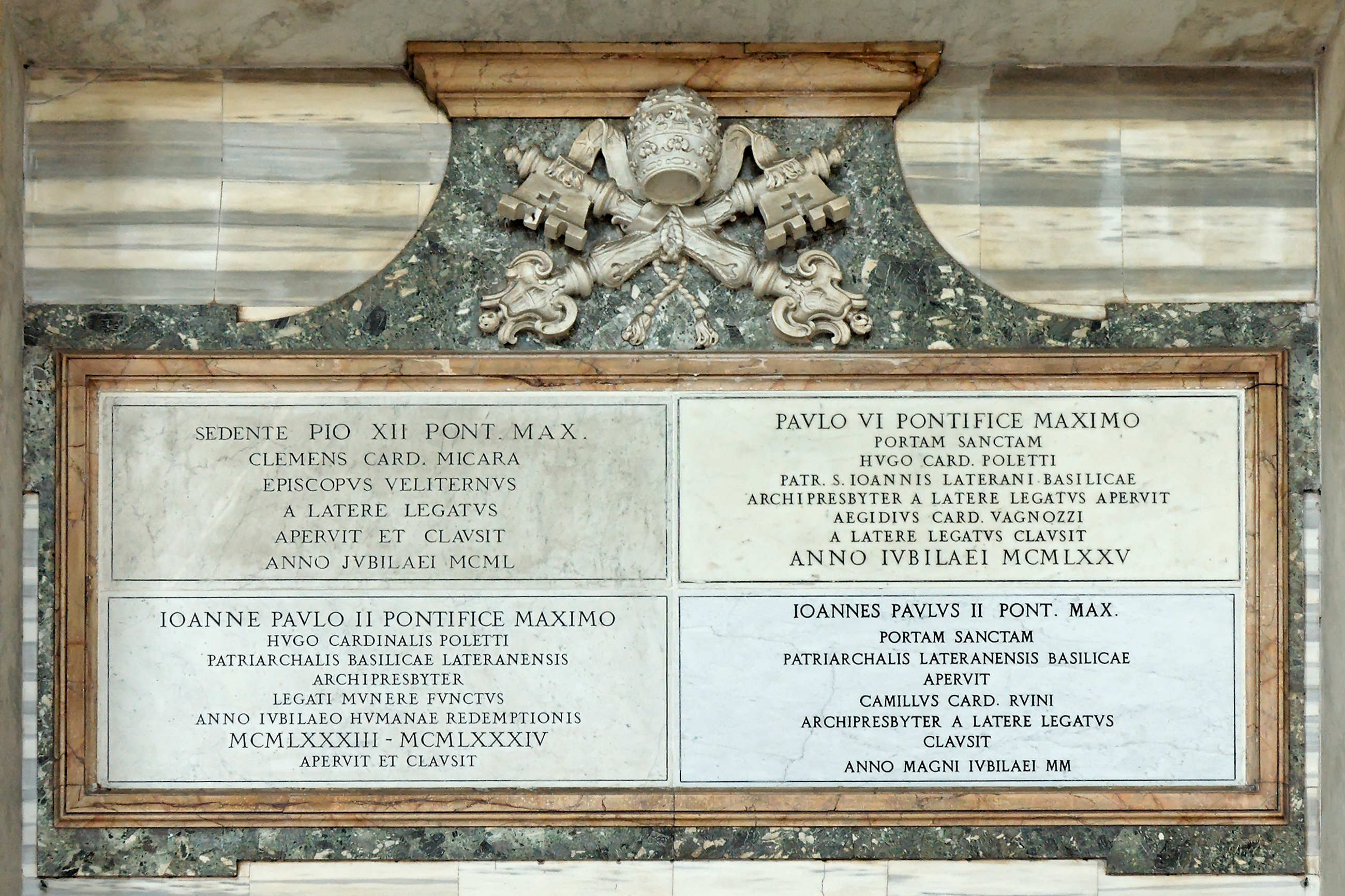
Nápisy v portiku Lateránské baziliky připomínající otevření a zavření Svatých bran papeži Piem XII., Pavlem VI. a Janem Pavlem II.

Svatá brána byla otevřena v rámci ranních vánočních bohoslužeb v ostatních třech patriarchálních bazilikách sv. Pavla, sv. Jana na Lateránu a Panny Marie Sněžné. A hned potom začali také touto branou zbožně procházet poutníci Svatého roku a účastnit se příslušných pobožností. Byla mezi nimi i malá skupinka Čechů ze zahraničí. 26. prosince měli „česko-latinsko-italskou“ mši svatou před ostatky jesliček v bazilice P. Marie Sněžné, jíž se pak nesly tóny české písně Narodil se Kristus Pán. Den nato si vykonali pouť do Greccia, kde roku 1223 sv. František z Assisi měl první „živý“ Betlém.

### Příměří
Zahájení Svatého roku způsobilo, že Vánoce 1974 se staly velkou výzvou k smíření. Klid zbraní o svátečních dnech vyhlásila v Severním Irsku teroristická „katolická“ organizace IRA a přičiněním představitelů čtyř hlavních náboženských společností byl prodloužen.
Toto příměří bohužel nepřijaly protestantské extrémní skupiny. Pařížský arcibiskup kardinál François Marty žádal věřící v pařížské katedrále Notre Dame, aby prokázali bratrské cítění vůči všem strádajícím na celém světě. V stejném smyslu vyzval své věřící i belgický kardinál Suenens. Na Brennerském průsmyku, který tvoří hranici mezi Itálií a Rakouskem, se shromáždili k půlnoční mši v rámci „mezinárodních Vánoc“ celníci, policisté a vojáci z Itálie, Rakouska, Švýcarska a Německa.

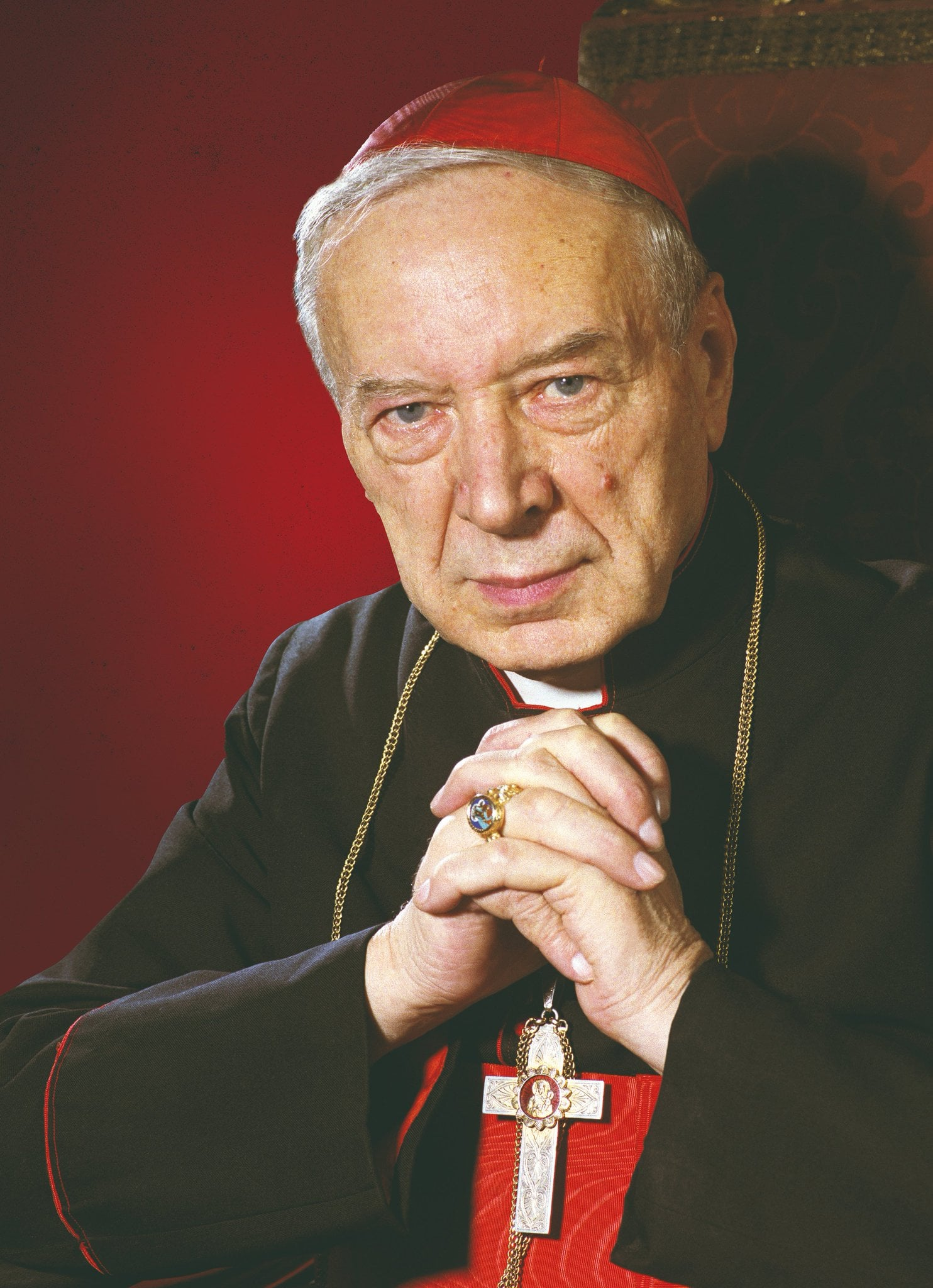
Polský primas Bl. Stefan kardinál Wyszyński, který na Vatikánském rozhlasu připomněl, že „člověk buduje nadarmo, buduje-li bez Boha“

### Východní blok
Polský primas kardinál Wyszyński promluvil k svému národu prostřednictvím Vatikánského rozhlasu a připomněl, že člověk buduje nadarmo, buduje-li bez Boha. Ve Svaté zemi bylo třeba sáhnout k mimořádným opatřením, aby se zamezilo teroristickým útokům na poutníky. Jeruzalémský patriarcha Msgre Beltritti zdůraznil, že Dítě Ježíš bylo dáno lidem pro jejich spásu a usmíření.
V Československu Katolické noviny koncem roku 1974 opomenuly jakoukoliv zmínku o Svatém roce. Na první stránce novoročního čísla bylo otištěno Novoroční pozdravení sdružení „Pacem in terris“ a novoroční projev prezidenta Husáka. V Polsku a Jugoslávii nebyli katolíci omezováni při jeho přípravě, v Maďarsku, na Litvě a v Lotyšsku byli sice věřící podrobeni omezením, ale dostalo se jim aspoň základních informací.

### Světový den modliteb za mír
Z podniků chystaných na leden zasluhuje zmínky mše svatá v rámci Světového dne modliteb za mír, 1. ledna. Ten den byl spojen s mezinárodním sjezdem sdružení chlapeckých chrámových pěveckých sborů, jehož se zúčastnilo na deset tisíc mladých zpěváků. Pro ně měl Pavel VI. mši svatou u Svatého Petra. Během audience poskytnuté členům římské městské rady, která vyslovila papeži své novoroční blahopřání, požádal Pavel VI. o vyjití vstříc poutníkům Svatého roku a zabránění zločinnosti v Římě všemi prostředky a o omezení mravní nevázanosti na veřejnosti.

## Průběh oslavSvatého roku

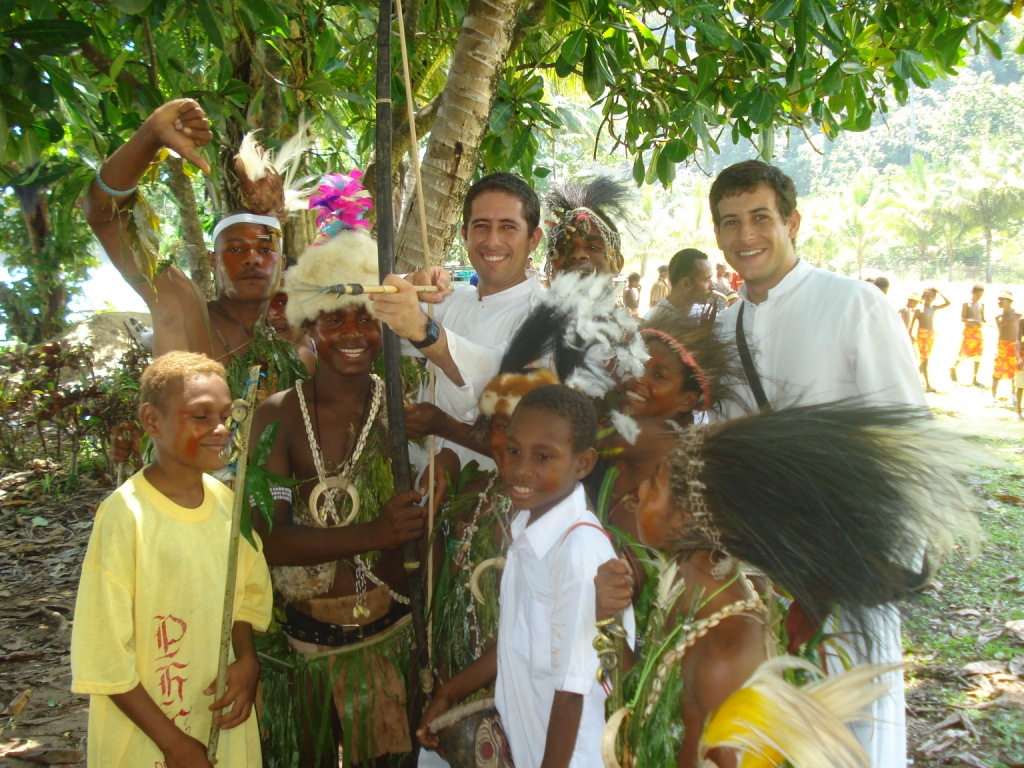
Katoličtí misionáři na Papui Nové Guineji

Během slavnosti odevzdání misionářského kříže nastávajícím misionářům 6. ledna odevzdal Pavel VI. 600 novým misionářům, kněžím, řeholním sestrám i laikům jejich misionářské kříže a všem věřícím připomenul jejich povinnost plynoucí ze křtu, být Kristovými vyslanci a propagátory všude tam, kam je život postaví.
Slavné zakončení oktávy modliteb za jednotu křesťanů se tradičně konalo v bazilice svatého Pavla. Během liturgie v sobotu 25. ledna s bolestí hovořil Pavel VI. o rozdělení křesťanů, prosil za prominutí, protože i katolíci na něm nesou vinu. Bude to však sám Bůh, který v budoucnosti jednotu uskuteční.
Na Hromnice 2. února 1975 bylo na programu odevzdání svící představitelům řeholních společností a slavné obnovení řeholních slibů. Jménem všech řeholníků a řeholních sester obnovilo 12 generálních představených do rukou papeže Pavla řeholní sliby a pak dostali od Sv. Otce hořící svíci jako znamení jejich osobní oběti a pak úkolu, který mají všichni věřící, ale oni v první řadě: nést světlo Kristovo do celého světa.

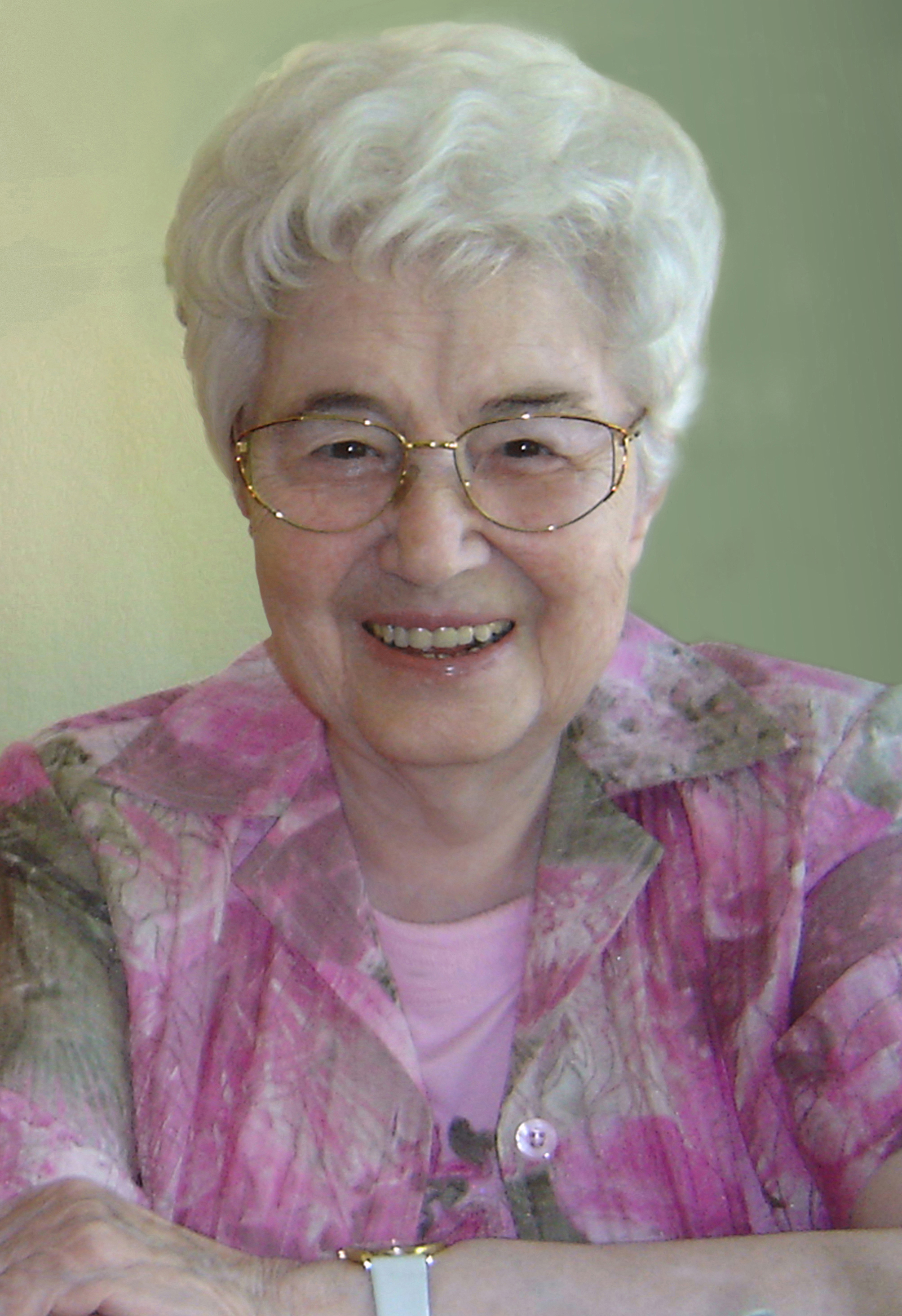
Klára Lubichová, italská katolická aktivistka, zakladatelka hnutí Fokoláre

### Velikonoce 1975
Na Popeleční středu odpoledne kající průvod na náměstí Svatého Petra. Ve dnech 1. – 2. března připutovalo do Říma na 20 tisíc mladých mužů a dívek z celého světa, kteří se hlásili k GEN – nové generaci Hnutí fokoláre. První den měli v římském Sportovním paláci čtyřhodinový program songů, pantomim a scénických představení týkajících se uskutečňování evangelia. Výklad byl současně podáván v sedmi řečech. Pavel VI. měl pro ně ve Svatopetrské bazilice mši svatou, při níž se ozvaly jejich songy, snad poprvé na onom místě, a obětní dary nesla jejich zakladatelka, Klára Lubichová z Tridentu. V kázání je Pavel VI. vyzval, aby skutečně byli „novou generací“, která přemění svět. Obřady Zeleného čtvrtku konal Pavel VI. a během nich vykonal liturgický obřad mytí nohou dvanácti chlapcům zastupujícím pět světadílů.
Velkopáteční obřady vykonal za přítomnosti papežovy kardinál penitenciář Giuseppe Paupini a večerní křížovou cestu v Koloseu sledoval Pavel VI. z klekátka. Během posledních tří zastavení sám nesl kříž. Během obřadů bílosobotní vigilie Svatý Otec udělil dospělým svátost křtu a biřmování 21 katechumenům. Obětní dary mu přinesli zástupci 150 mladých mužů a žen, kteří na Květnou neděli začali v Assisi „pochod míru“. Odevzdali papeži olivovou ratolest posvěcenou nad hrobem sv. Františka, květiny nasbírané podél cesty a živého beránka. Na Boží hod velikonoční sestoupil těsně před polednem na náměstí Svatého Petra, kde u oltáře před hlavní branou sloužil mši svatou pro poutníky. Nato z balkónu pronesl svůj velikonoční pozdrav, který byl vysílán televizí do celého světa. Na náměstí bylo přítomno více než 200 tisíc poutníků, mezi nimi malá česká skupinka. Podle pražské Lidové demokracie Svatý Otec promluvil „k desetitisícům“ poutníků, prý jen o míru a hladu ve světě.

### Události v průběhu roku
- 19. března, na svátek sv. Josefa, se konalo Milostivé léto rodin. Zúčastnily se jej celé rodiny s dětmi. V ten den připutoval do Říma pěšky otec rodiny z města Caorle poblíž Benátek, který vykonal 700kilometrovou cestu za blaho své rodiny a za mír mezi národy. S dvěma svými krajany, lovci korálů, odevzdal Pavlu VI. během mše svaté dary od svého města. Ve své homilii Pavel VI. zdůraznil obtíže, s nimiž se setkávají dnešní rodiče, neboť veřejné mravy se rozpadají, „zákony nejednou neodpovídají požadavkům správného mravního života“, rodina se stala předmětem diskusí. Přímo vybídl rodiče: „Vy máte uchovat nesrovnatelně lidský a přirozeně náboženský ráz křesťanské rodiny. Vaším úkolem je vyvolat znovu u svých dětí a ve společnosti smysl pro ducha, jenž pozvedá tělo.[23]

- 13. dubna se konalo Milostivé léto snoubenců, třináct snoubeneckých párů si navzájem před papežem slíbilo manželskou věrnost a udělilo si svátost manželství. Čtyři páry byly sicilské (všechny z Ciminny), jeden sardinský (Giuseppe Ricci z Oristana a Antonella Pavanetto z Cagliari), jeden z Bergama, jeden z Brescie, jeden z Irska a dva z Malty. Obřad se konal v Sixtinské kapli a bazilice svatého Petra. Mezi snoubenci byla zastoupena různá povolání od dívek v domácnosti po odborníka ve fyzice.[23]

- 1. května se konalo Milostivé léto pracujících. Před hlavním vchodem do baziliky sloužil pro ně Pavel VI. mši svatou a v kázání poukázal na duchovní hodnoty práce rukou, na její nutné osvobození od pout jen materialistických a laicistických.[23]

- 12. května na Světový den hromadných sdělovacích prostředků se konalo Milostivé léto novinářů a pracovníků v tomto oboru. Pavel VI. zdůraznil během mše svaté, že svědomitě vykonávané novinářské povolání je služba lásky a apoštolát.[23]

- Krátce po 12. květnu byl zahájen vědecký mariologický kongres a pak mariánský, který byl populárnější.  Mariologický měl za téma „Duch svatý a Panna Maria“, zatímco na mariánském kongresu byla podávána svědectví o mariánské úctě v 12. až 15. století v různých zemích. Velké pozornosti se těšily referáty o mariánské modlitbě norských vikingských plavců, užívané od roku 1362, a o významu mariánské úcty v životě a díle Kryštofa Kolumba. Závěrečného zasedání se zúčastnil i Pavel VI.[24]

- V předvečer svatodušních svátků vydal Pavel VI. apoštolskou exhortaci Gaudete in Domino[25] – Radujte se v Pánu.[23] Je to výzva ke křesťanské radostí, tryskající z vědomí vykoupení a neustálé přítomností Ducha svatého v srdci věřícího. Měla to být odpověď křesťana v nejistých dobách na šířící se smutek a malomyslnost nad neschopností člověka dát sí sám za sebe odpověď na své existenční otázky.[24]

- Na svatodušní svátky 17. – 19. května se konala v Římě pouť a mezinárodní sjezd katolických pentekostálů-letničníků, hnutí pro charismatickou obnovu církve, které tak chtělo vyznat svou věrnost církví a papeži a projevit své přání k obnově církve, V pondělí svatodušní měl pro ně mši svatou Svatý Otec, který v promluvě zdůraznil, že různé dary Ducha svatého patří k podstatě církve, ale že nejsou dávány věřícím osobně, nýbrž k dobru celého těla církve.[24]

- 29. května se konal průvod Božího těla na Svatopetrském náměstí.[24]

- V neděli 1. června sloužil Pavel VI, s dvěma černošskými kardinály a 11 biskupy za zvuku afrických písní mši svatou pro početné poutníky z Afriky. Vybídl je, aby svou kulturu hleděli posvětit a naplnit křesťanským duchem. Jednomu z poutníků, stoletému katechistovi Alfredovi Ki Zerbovi, odevzdal odznaky papežského řádu rytíře sv. Silvestra jako uznání pro jeho zásluhy o šíření víry v Horní Voltě.[24]

- 29. června při oslavě papežské korunovace posvětil na náměstí Svatého Petra na kněze 359 jáhnů z 49 zemí světa. Byli mezi nimi i tři Češi: benediktin P. Bernard Klener, dominikán P. Tomáš Týn a P. Libor Koval.[26] Jeden z jáhnů, který měl být vysvěcen, se musel vrátit urychleně do Spojených států, protože při leteckém neštěstí v New Yorku zahynuli cestou na svěcení oba jeho rodiče a dva strýcové.[24]

- Během svého letního pobytu v Castel Gandolfo se Pavel VI, vracel na středeční audience vojenským vrtulníkem italského letectva a v neděli v poledne v nádvoří paláce v Castel Gandolfo se modlil s poutníky Anděl Páně a udělil jim požehnání.[24]

- 15. srpna na slavnost Nanebevzetí Panny Marie sloužil Pavel VI, mši svatou ve vatikánské bazilice před starobylým mariánským obrazem, zbožnou legendou připisovaným svatému Lukáši, zvaným „Ochránkyně římského lidu“.[24]

- 26. – 28. srpna si vykonali své jubilejní pobožnosti cikáni, kteří dosvědčili své smíření s rivalitními kmeny a také s Němci, v jejichž koncentračních táborech jich zahynulo na půl milionu. Pavel VI., je přijal ve zvláštní audienci v Castel Gandolfo.[24]

- 5. října odpoledne se velké pozornosti se těšilo Milostivé léto nemocných, kdy při mši svaté sloužené před hlavním vchodem Svatopetrské baziliky se shromáždilo asi 9 000 nemocných a další desetitisíce věřících. Pavel VI. udělil poslední svátost nemocných 50 churavým, z nichž dva měli přes 100 let. Bylo to poprvé, kdy papež veřejně uděloval tuto svátost.[27]

- 19. – 23. listopadu připutovali do Říma vojáci. Heslem pouti bylo „Obnovou života k míru“. Sjelo se tehdy do Říma ze 23 zemí 16 tisíc uniformovaných vojáků. V římském Sportovním paláci měli „Večer bratrství a přátelství“, v kostelích okolo baziliky svatého Petra se pro ně konaly liturgie v různých jazycích, jež vrcholily před Svatopetrskou bazilikou „vigilií víry“, při níž deset vojáků vztyčilo před hlavním vchodem deset metrů vysoký fosforeskující kříž. Z osvětleného okna pracovny je pozdravil Pavel VI., který druhý den, v neděli 23. listopadu, sloužil pro ně spolu s jejich biskupy a kaplany mši svatou.[27]

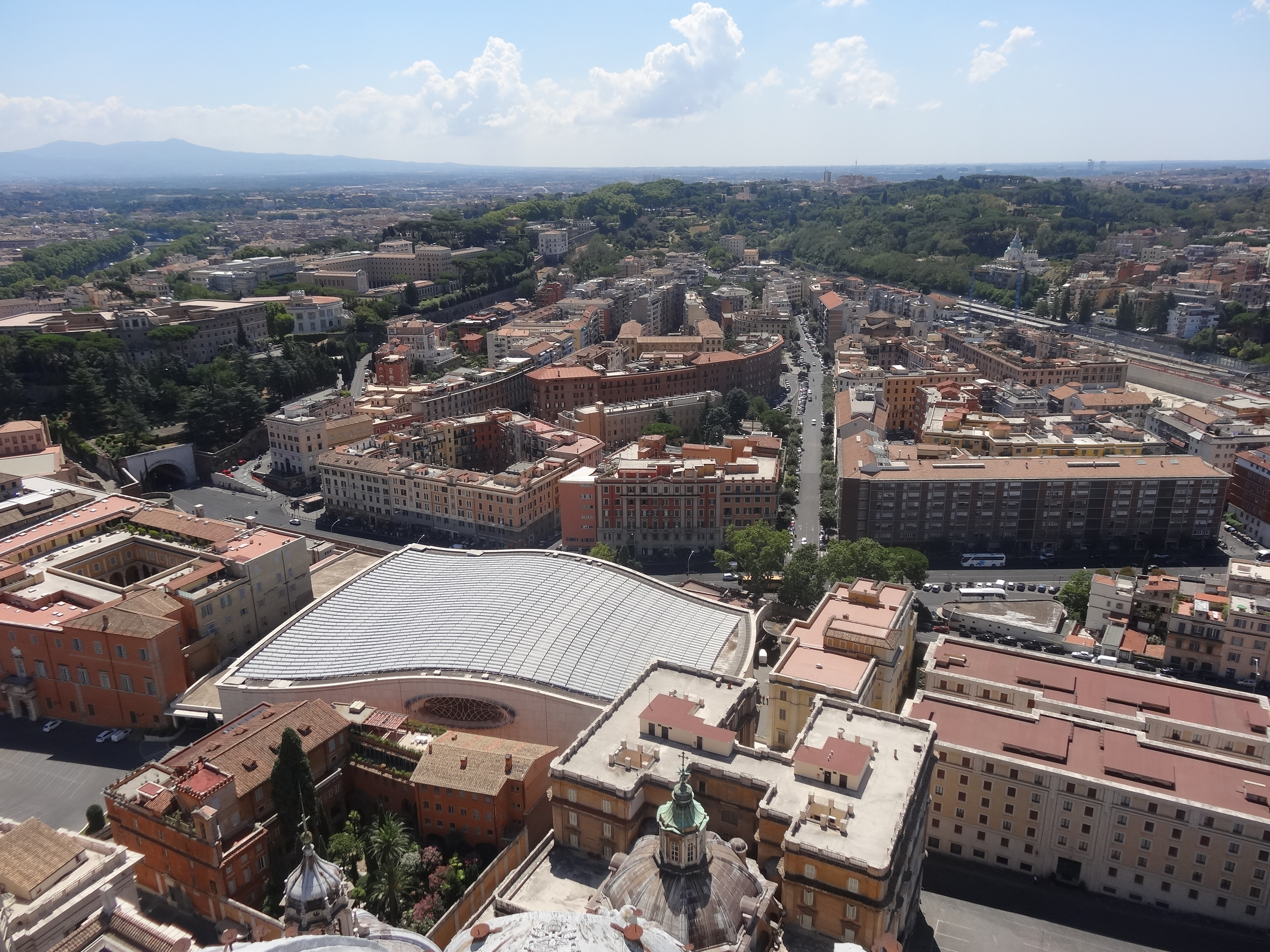
Pohled z kupole baziliky svatého Petra na Audienční halu Pavla VI.

Poněvadž v listopadu 1975 jednak poklesl počet poutníků, jednak venku počasí bylo často velmi sychravé, přenesly se středeční audience dovnitř – bývaly pravidelně dvě: jedna v bazilice svatého Petra a druhá v audienční hale. Pavel VI. během nich hovořil o ovoci, jež Svatý rok přinesl: bylo to rozmnožení víry a lásky, a vyjádřil přání, aby přinesl i konkrétní lásku k bližnímu.

### Noví svatí
Řadě Služebníků Božích se během Svatého roku dostalo cti oltáře: 9. února byla prohlášení blahoslavenou Francouzka Marie Evženie Milleretova de Brou, zakladatelka sester Nanebevzetí Panny Marie pro výchovu dívčí mládeže, která zemřela roku 1898. 25. května byli svatořečeni španělský řeholník z řádu trinitářů Jan Křtitel od Vtělení Páně (1561–1613) a Vicenta María López y Vicuña (1847–1890), zakladatelka sester, které se věnují výchově dívek. Před odletem na letní odpočinek v Castel Gandolfo 17. července Pavel VI. blahořečil rodáka z Tübingen Karla Steeba (1773–1856), původem z luteránské rodiny, který se stal ve Veroně katolíkem a knězem. 14. září byl den svatořečení první rodilé Američanky Alžběty Bayley Setonové za přítomnosti 15 tisíc Američanů. 28. září byl prohlášen za svatého dominikánský řeholní bratr Juan Marcías (1585–1645), který působil jako misionář v Limě v Peru.

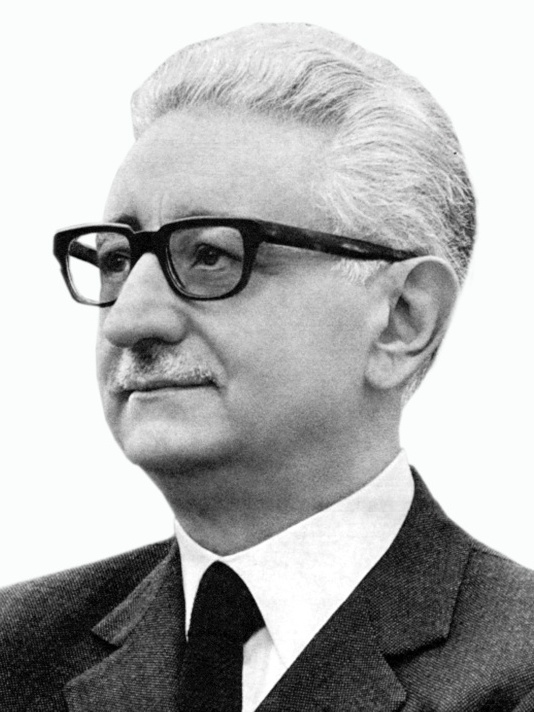
Italský prezident Giovanni Leone, účastník blahořečení Josefa Moscatiho, s nímž se osobně znal z neapolské univerzity

O říjnových nedělích bylo povýšeno na oltář několik dalších nových světců: 12. října byl prohlášení za svatého Oliver Plunkett (1625–1681), arcibiskup v Armaghu v Irsku, popravený za tzv. „spiknutí Tita Oatese“. Na misijní neděli 19. října byl přiřčen titul blahoslavených čtyřem Služebníkům Božím, kteří se velmi zasloužili o misie: zakladateli misijní Společnosti Božího Slova, verbistů, a dalších tří řeholních společností sester: Arnoldu Jansenovi (1837–1909), jednomu z prvních misionářů této společnosti Josefu Freinademetzovi, rodáku ze sv. Leonarda ve stínu Dolomit (1852–1908), který zemřel v Číně na tyfus[nepřesný odkaz], jímž se nakazil při ošetřování nemocných, Marii Terezii Ledóchowské (1863–1922), zakladatelce Kongregace sester misionářek sv. Petra Klavera, a arcibiskupovi z Marseille Evženu z Mazenodu (1782–1861), zakladateli misijní společnosti Oblátů Panny Marie Neposkvrněné. 26. října byl prohlášeníza blahoslaveného misionář a biskup v Habeši Justin de Jacobis (1800–1860). Dalším pěti Služebníkům Božím méně známým byla přiznána hodnost blahoslavených 1. listopadu, na svátek Všech svatých. I přes hrozící déšť byl 16. listopadu blahořečen neapolský lékař Josef Moscati (1880–1927). Byl přítomen i prezident Italské republiky Giovanni Leone s rodinou, který osobně poznal Moscatiho jako rektora neapolské univerzity.

### Kulturní akce
V místnostech vatikánského tajného archivu byla otevřena výstava dokumentů týkajících se všech 25 Svatých roků, počínaje bulou Bonifáce VIII., jíž vyhlásil první Milostivé léto v roce 1300, až do roku 1975. Na památku jubilejního roku byla vztyčena na vrcholku hory nad městem Tivoli nedaleko Říma bronzová socha Krista Vykupitele. Byla tam postavena už v roce 1900 na památku tehdejšího Svatého roku, ale zničil ji před léty za prudké bouře blesk.
Během Svatého roku bylo uspořádáno i několik koncertů duchovní hudby v kostele sv. Ignáce a ve vatikánské audienční síni. Na programu byly vokální skladby Lisztovy, Verdiho, Händla a jiných. V listopadu provedl orchestr Italské národní akademie svaté Cecilie (Accademia Nazionale di Santa Cecilia) na počest Pavla VI. Beethovenovu Devátou symfonii.
Konference katolických mezinárodních organizací uspořádala výstavu fotografií, grafik a statistik, dokumentující nerovnováhu v dnešním světě: závody ve zbrojení, pohlcující obrovské sumy, a na druhé straně hlad a nevyřešený demografický problém.

### Organizace a poutníci
Milostivé léto postavilo před těžký úkol také italské železnice. Od prosince 1974 do 1. června 1975 bylo vypraveno 470 zvláštních vlaků, především ze zahraničí. K 1. únoru 1975 bylo přihlášeno na prvních pět měsíců celkem 884 poutí, větších i menších, 790 z Evropy: 230 z Německa, 130 z Francie, 56 z USA. Za první tři měsíce přijelo do Říma na 600 tisíc poutníků. Nemalé starosti působil veliký počet poutníků pořadatelům: generální audience ve středu se konaly pravidelně na třech místech podle řečí a při zvláštních příležitostech i na náměstí Sv. Petra, během nichž Pavel VI. projel kolem shromážděných zástupů v otevřeném voze, aby ho poutníci mohli spatřit zblízka.
Při nedělní modlitbě Anděl Páně bývalo na náměstí i 150 000 poutníků. Proud poutníků zesílil během léta, ač v Římě zakoušeli úmorná vedra. Většina poutníků byla z Itálie, ale ti z velké části využili konce týdne a možnosti přijet do Říma autobusy. Ze vzdálenějších míst přijížděli během noci spolu se svými faráři, ráno si vykonali předepsanou pouť, a pak zase k večeru se vydávali na cestu domů. Byli to často povětšině prostí chudí lidé, kteří si přivezli s sebou i jídlo v taškách a pytlících z domova. Ti posedávali kolem poledne při svém skromném obědě v kolonádách před bazilikou Svatého Petra. Bylo mezi nimi mnoho mladých v texaskách.

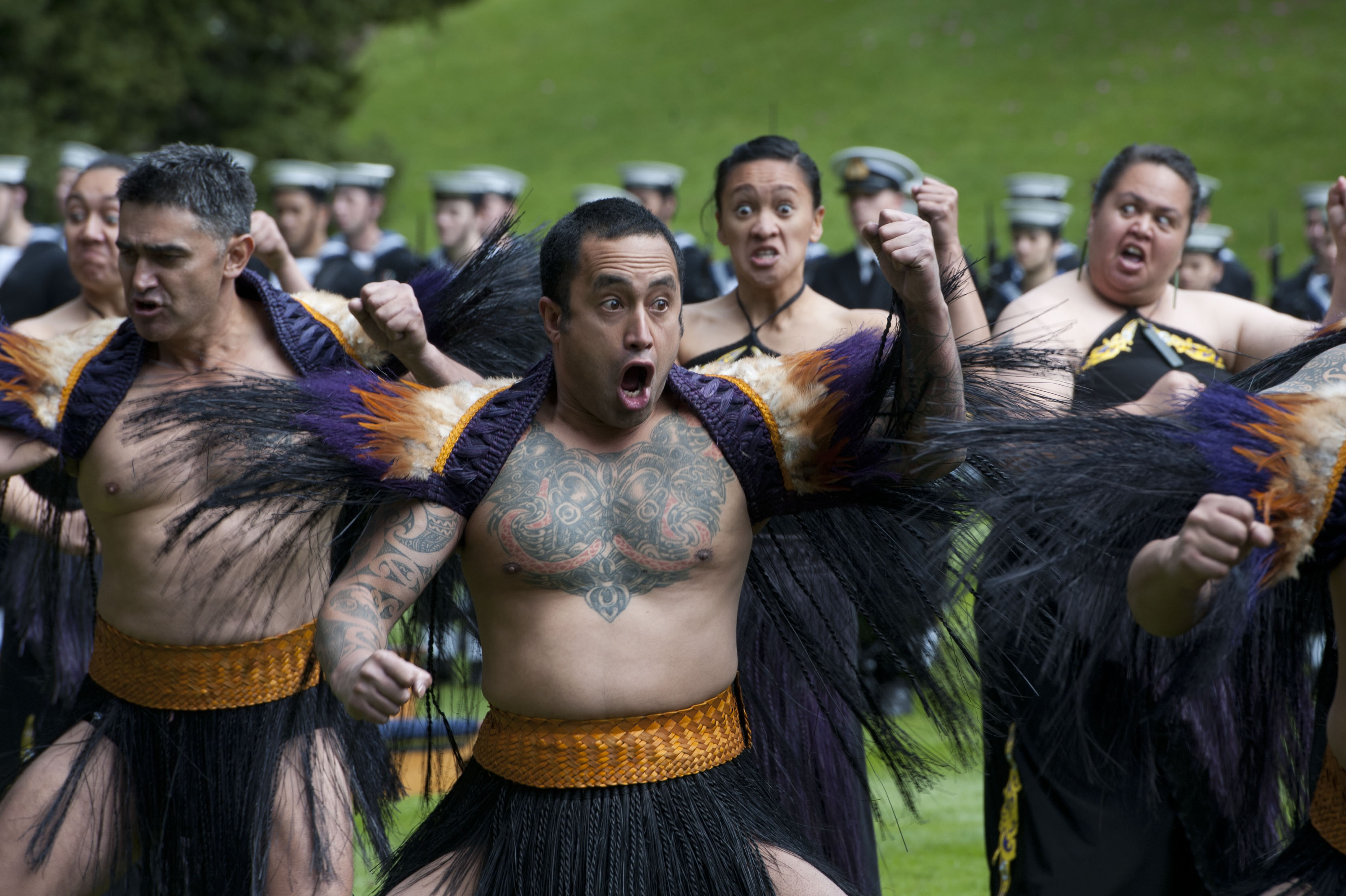
Maorové předvádějící hromadný maorský bojový tanec zvaný haka

Lesk dávno minulé barokní doby připomněla ještě pouť starobylých bratrstev. Jejich členové přišli z Ligurie v barevných hábitech s historickými odznaky a s obrovskými zlatem zdobenými, jižním slunci zářícími procesními kříži. Patrně nejdelší cestu vážili poutníci z tichomořských ostrovů Samoa a potomci původních australských obyvatelů Maorů z darwinské diecéze, které požár v letadle připravil nejen o všechna jejich zavazadla, ale také o jejich těžce ušetřené peníze na pouť. Byla však pro ně připravena i sbírka na poutníky z misijních a „socialistických“ zemí, kterou uspořádal Fond solidarity Svatého roku 10. července v katolických kostelích v Německé spolkové republice. Velkou pozornost vzbudila v Římě skupina 19 Francouzů ve věku od 9 do 40 let, kteří se vydali na pouť z Avignonu na koních. Cesta jim trvala přes měsíc. Je těžko vyjmenovat různé způsoby cestování, které si poutníci volili.
Asi stovka poutníků přijela na motocyklech, skupina pastýřů krav a ovcí z Toskánska přišla pěšky, letka čtyřiceti letadel z Milána dopravila do Říma další poutníky, z nichž dva vyskočili padákem na náměstí Svatého Petra, kde jeden z nich odevzdal Pavlu VI. kopii sochy Madonny, jež stojí na vrcholu milánské katedrály. S dalšími biskupy vedl jednu ze dvou polských poutí do Říma polský primas Stefan kardinál Wyszyński . Poutníkům pomohli velkorysým darem američtí a němečtí biskupové. V téže době se konala pouť nevidomých, pro něž měl mši svatou spolu s 200 kněžími na náměstí Svatého Petra římský kardinál vikář Hugo Poletti. Závěrem je oslovil Pavel VI.

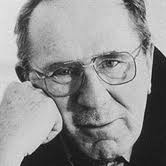
Český exilový spisovatel Ota Filip (1930–2018) byl také jedním z poutníků

### Česká účast
Vídeňští čeští krajané si uspořádali v rámci Svatého roku tři pouti do Říma: v květnu, v srpnu a v září. Jiné skupiny krajanů z Mnichova a Anglie přijely do Říma během léta. Už na jaře přišel do Říma pěšky z Mnichova spisovatel Ota Filip. V listopadu připutovala do Říma další skupina krajanů z Vídně. Několik poutních skupin přijíždělo i z Německa. Poslední českou skupinou byli krajané z Curychu, kteří přijeli do Říma ve dnech 13. – 15. listopadu. Mimoto přijížděli mnozí krajané jednotlivě nebo v malých skupinkách z celého světa. Jubilejní pouť po „starém“ způsobu a pěšky za den do čtyř bazilik si vykonali společně se svým spirituálem P. Tomášem Špidlíkem i bohoslovci papežské koleje Nepomucena. Z normalizačního Československa přiletěly letadlem do Říma dvě skupinky poutníků. Pouť organizovalo sdružení Pacem in terris, ale nikdo z jeho předáků nepřišel, ani nikdo z biskupů.

### Stíny
Realitou bylo, že se v jubilejním roce po Římě pohybovali nejen poutníci, ale i ti, kteří tam nepřišli, aby dosáhli odpuštění, nýbrž aby této příležitosti využili. Na Piazza Farnese ve stínu francouzského vyslanectví byla okradena o svou kabelku sestra francouzského prezidenta Giscarda d'Estaigne, jako ona jiní stejně postižení poutníci to často považovali za část svého pokání. Postižených bylo mnoho. Zatímco staré pohromy Svatých roků, jakými byl mor a jiné epidemie, se neprojevily, objevili se pouliční zloději. Celkem prý bylo v říjnu v okolí baziliky svatého Petra zadrženo na 250 zlodějů. Podle sdělení policie mnozí byli velmi slušně oblečeni a největší procento přišlo do Říma z Jižní Ameriky: z Chile, Peru a Bolívie.

### Ekumena
Při Ústředním výboru pro Svatý rok byla zřízena zvláštní ekumenická komise, která měla na starosti přijímat poutníky křesťanských církví, a přichystala pro ně pro ně v řadě katolických kostelů zvláštní pobožnosti s tematikou Svatého roku. V rámci ekumenismu přijela z USA do Říma a pak do Svaté země společně početná skupina katolíků a židů, kteří společně studovali analogii mezi židovským a katolickým pojetím Svatého roku. Naopak během Svatého roku došlo jinde k narušení nadějných ekumenických snah: Episkopální církev v Kanadě svolila k svěcení žen na kněžky a záhy nato byly vysvěceny čtyři kněžky téže církve ve Spojených státech ve Filadelfii a jedenáct ve Washingtonu. Podle statistik sekretáře Ústředního výboru pro slavení Svatého roku se odhadl počet poutníků, kteří během Svatého roku navštívili Řím, na 8 700 000, z nich přes osm milionu prošlo Svatou branou u Svatého Petra. Z nich dva a půl milionu bylo ze zahraničí, z Afriky např. 20 000. Po finanční stránce byl Svatý rok velmi ztrátový. Hovořilo se o deficitu až 500 milionů italských lir.

## Zakončení

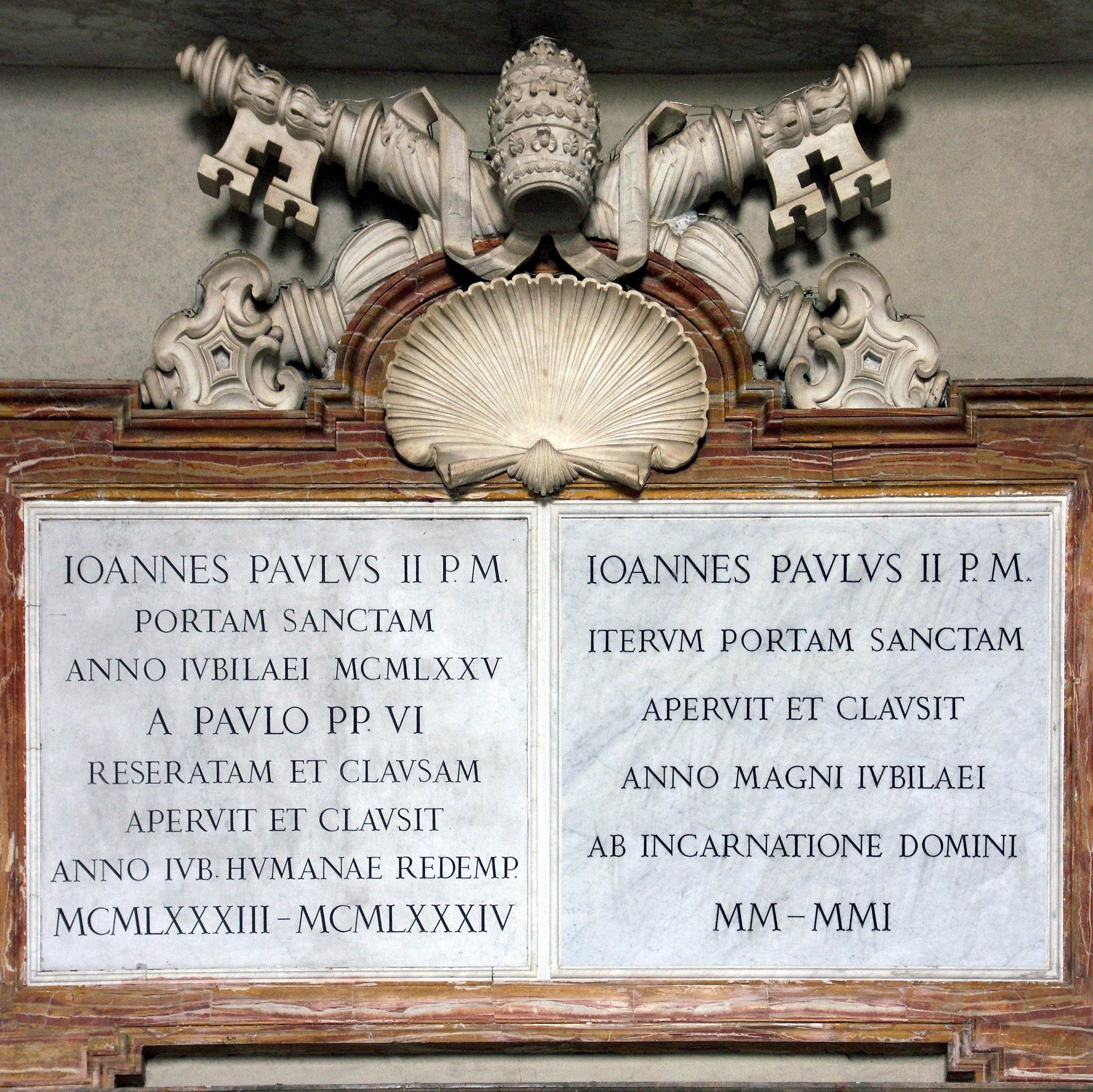
Nápis nad Svatou branou v bazilice sv. Petra připomínající Svatý rok 1975

O vánoční noci 24. prosince 1975 po úvodním kajícím úkonu poklekl naposled Pavel VI. na vnějším prahu Svaté brány Svatopetrské baziliky a po krátké tiché modlitbě zavřel její levé a pak pravé křídlo a přepnul je závorou. Svatá brána už neměla být nadále zazděna zvenku, ale zevnitř baziliky. Nato zazpíval Gloria půlnoční mše svaté, kterou – snad poprvé v dějinách papežů – sloužil na náměstí před bazilikou svatého Petra, za přítomnosti víc než 100 000 poutníků ve velmi chladné noci. Na Boží hod byly zavřeny Svaté brány též u ostatních tří patriarchálních bazilik. Dne 22. ledna 1976 udělil Pavel VI. zvláštní audienci členům Ústředního výboru pro konání uplynulého Milostivého léta a všem, kdo k jeho zdaru poskytli svou spolupráci: průvodcům poutníků, zástupcům domů a penzionů, v nichž poutníci bydleli.
Byli mezi nimi i 4 zástupci českého poutního domu kardinála Josefa Berana „Velehrad“, kteří obětavě a často s vypětím sil o poutníky pečovali. Poutní dům poskytl ve Svatém roce pohostinství 2194 osobám, z toho bylo 1 011 krajanů. Svatý Otec všem poděkoval za jejich práci; netajil se však ani s tím, že od italských úřadů očekával větší pomoc, a konečně, že musí žít dále ideály Svatého roku, jeho poselství a jeho plody – tu ohlásil, že má v úmyslu na památku Milostivého léta 1975 dát podnět k většímu podniku charitativního rázu. Touto audiencí ústřední výbor skončil svou činnost. Aby se umožnilo připutovat do Říma i méně majetným, byla založena při Ústředním výboru pro Svatý rok komise solidarity, která vyzvala majetnější poutníky, aby „adoptovali“ poutníky zaplacením 50 dolarů na šestidenní pobyt, nebo 150–1500 dolarů na cestu.

## Resumé
Svatý rok 1975 nezbavil svět strachu. I během něho docházelo k teroristickým akcím a únosům v Argentině, Německu, Itálii, Somálsku, Tanzanii. Vietnam padl do rukou komunistů, komunistický vůdce v Laosu Pathet Lao se zmocnil vlády nad celou zemí a zahájil tak smutně proslulou genocidu svých odpůrců, vzplály i na Středním východě pouliční boje v Bejrútu. V samotné Itálii získali komunisté spolu se socialisty v místních volbách nadpoloviční většinu. Výhledy do budoucnosti se na samém konci Svatého roku nerýsovaly pro svět nijak růžově. Ani duchovní úspěch, jehož se dosáhlo, nebyl s to zaplašit obavy z nejisté budoucnosti.